# Таксидерміст (фільм)
«Таксидерміст» — фільм 2002 року.

## Зміст
В італійському зоопарку зустрічаються двоє. Добродушний молодий здоровань і літній низькорослий таксидерміст, який пропонує хлопцю бути своїм учнем за вельми гідну плату. Той відразу ж погодився, не підозрюючи про мотиви такої щедрості, які виявляться для нього справжнім шоком.